# Gymnotichthys hildae
Gymnotichthys hildae är en fiskart som beskrevs av Fernández-yépez, 1950. Gymnotichthys hildae ingår i släktet Gymnotichthys och familjen Characidae. Inga underarter finns listade i Catalogue of Life.